# Paulo Amaral
Pour les articles homonymes, voir Amaral.
Paulo Lima Amaral (né le 18 octobre 1923 à Rio de Janeiro au Brésil et mort le 1er mai 2008 dans la même ville) est un joueur devenu entraîneur de football, ainsi que préparateur physique ou technique brésilien.
Il est surtout connu pour avoir été l'entraîneur de la Juventus et de Porto, sa renommée venant du fait qu'il est considéré comme l'un des pionniers de la préparation physique au Brésil et sera le premier préparateur physique de la Seleção en 1958.

## Biographie

### Carrière de joueur
Né à Rio de Janeiro, Amaral commence sa carrière professionnelle à l'âge de 18 ans dans un des clubs carioca, celui de la réserve du Flamengo entre 1942 et 1944 où il ne fera que 18 apparitions, avec un but marqué. 
Il joua ensuite quelque temps au Botafogo, un autre club de Rio. 

### Carrière d'entraîneur
Après la fin de sa courte carrière, il commence à préparer son diplôme de préparateur physique vers la fin des années 1940.
Il fut tout d'abord le préparateur physique de l'équipe du brésil de Pelé et de Garrincha championne du monde en 1958 en Suède (appelé par le sélectionneur Vicente Feola), ainsi que pour celle de 1962 au Chili et de 1966 en Angleterre.
Mais son premier club dirigé en tant qu'entraîneur est celui du Botafogo (qu'il avait déjà connu pendant un an) qu'il dirigea pendant un an avant de rejoindre Vasco de Gama jusqu'en 1962.
En tant qu'entraîneur, il préférait le système du 4-2-4 (assez défensif pour l'époque) qui se transformait en 4-3-3 en phase défensive.

Ces méthodes d'entraînement très physiques, disciplinées (il était surnommé le sergent de fer) et innovantes lui vaudront d'être nommé entraîneur du club italien champion de Serie A, la Juventus Football Club en 1962 (devenant par la même occasion le premier entraîneur non-européen du club bianconero sans compter les oriundi).

À Turin, il dirige son premier match sur le banc bianconero le 9 septembre 1962 lors d'un succès à l'extérieur 5-2 sur Brescia en coupe. Il n'arrive pourtant pas à remporter de titres avec la Juve (terminant tout de même vice-champion d'Italie lors de sa seconde saison au club en 1962-63), et finit par être remplacé par Eraldo Monzeglio en octobre 1963. Il aura au total dirigé 46 matchs avec la Juventus (dont 28 victoires).
En 1964, il fit une brève incursion aux Corinthians avant de retourner en Italie au Genoa (en 1964  pour huit matchs, remplaçant l'entraîneur Benjamín Santos mort à la suite d'un accident de la route).
Puis, il quitte l'Europe pour retourner au Brésil et fut dans le staff de plusieurs clubs (Atlético Mineiro, Bahia, Fluminense, Vasco de Gama) avant de partir pour le Portugal en 1971, où il entraînera le FC Porto.
Il repart ensuite aider le Botafogo en 1973, avant d'être nommé la même année sélectionneur de l'équipe du Paraguay. La sélection ne parvient pas à se qualifier pour la Coupe du monde 1974, et Paulo Amaral partit alors pour prendre les rênes de l'América-RJ. 
Il rejoint ensuite finalement en 1976 le Clube do Remo et en 1978, partit pour l'Arabie saoudite pour préparer l'équipe d'Al Hilal Riyad.
Il meurt d'un cancer le 1er mai 2008 dans sa maison de Copacabana à Rio, où il vivait depuis plusieurs années.

## Palmarès d'entraîneur
| Juventus - Championnat d'Italie : - Vice-champion : 1962-63. |  | Fluminense - Championnat du Brésil (1) : - Champion : 1970. |